# Ogrody Tivoli
Ogrody Tivoli – położony w centrum Kopenhagi park rozrywki i ogród otwarty 15 sierpnia 1843 roku. Jest drugim najstarszym parkiem rozrywki świata po Dyrehavsbakken, znajdującym się w pobliskim Klampenborg.
Obecnie Tivoli jest najczęściej odwiedzanym parkiem rozrywki w Skandynawii oraz trzecim najczęściej odwiedzanym w Europie.

## Historia
Pierwotnie park nosił nazwę „Tivoli & Vauxhall”; „Tivoli” nawiązywać miało do Jardin de Tivoli, nieistniejących dziś ogrodów w Paryżu (które z kolei wzięły swoją nazwę od miejscowości Tivoli we Włoszech, niedaleko Rzymu), natomiast „Vauxhall” do ogrodów o tej samej nazwie, położonych w Londynie.
Założyciel Tivoli, Georg Carstensen (1812–1857), uzyskał pięcioletnie nadanie ziemi od króla Danii, Chrystiana VIII, mówiąc mu, że „gdy ludzie bawią się dobrze, nie myślą o polityce”. Monarcha zagwarantował Carstensenowi niemal 15 akrów ziemi (61 tys. m²) położonej na wzgórzu na zewnątrz Vesterport (Zachodniej Bramy) za roczną opłatą 945 koron. Aż do lat 50. XIX wieku Tivoli znajdowało się za miastem, a dostęp do parku możliwy był przez Vesterport.
Od samego początku park Tivoli oferował szeroką gamę atrakcji: budynki w egzotycznym orientalnym stylu: teatr, altany, restauracje i kawiarnie, ogrody kwiatowe oraz mechaniczne urządzenia, takie jak karuzele i proste kolejki górskie. Po zmroku park rozświetlały różnobarwne latarnie. W niektóre wieczory urządzano pokazy sztucznych ogni.
Kompozytor Hans Christian Lumbye (1810–1874) pełnił w Tivoli funkcję dyrektora muzycznego od 1843 do 1872 roku. Lumbye czerpał inspirację z kompozytorów walców wiedeńskich, jak np. rodzina Straussów (Johann Strauss i jego synowie), dzięki czemu stał się znany jako „Strauss północy”. Wiele jego dzieł zostało zainspirowanych przez ogród, np. „Salut na cześć sprzedawców biletów w Tivoli” lub „Noc festiwalowa w Tivoli”. Orkiestra symfoniczna parku do dzisiaj wykonuje wiele z jego kompozycji.
W 1874 roku do parku wprowadzono teatr–pantomimę w stylu chińskim. Widownia stała na zewnątrz, a scena znajdowała się wewnątrz budynku. Kurtyna teatru była w formie pawiego ogona. Od samego początku w teatrze odgrywano włoską pantomimę, wprowadzoną w Danii przez Włocha Giuseppe Casortiego. Ta tradycja, oparta na włoskiej Commedii dell’arte, jest krzewiona do dzisiaj, włączając w to tradycyjne postaci, takie jak Kolombina, Arlekin lub szczególnie popularny u młodych widzów niemądry sługa Pierrot.
W 1943 roku osoby sympatyzujące z nazistami próbowały złamać ducha Duńczyków, paląc wiele budynków w Tivoli, w tym aulę koncertową. Duńczycy szybko wybudowali prowizoryczne struktury, a w ciągu kilku tygodni od incydentu park został ponownie otwarty.
Tivoli wciąż się rozwija, nie zatracając jednak swojego oryginalnego uroku i tradycji. Zgodnie ze słowami Georga Carstensena, wypowiedzianymi 1844 roku, „Tivoli nigdy nie zostanie ukończone”. Niemal wiek później Walt Disney powiedział o swoim (inspirowanym ogrodami Tivoli) Disneylandzie: „Disneyland nie będzie ukończony tak długo, jak długo na świecie będzie wyobraźnia”. Disney w czasie podróży za ocean odwiedził Tivoli wraz ze swoją żoną Lily. Obejrzawszy park, podjął natychmiastową decyzję, by Disneyland spróbował naśladować jego „radosną i luźną atmosferę”.

## Kolejki i atrakcje
Drewniana kolejka górska Rutschebanen jest jedną z najstarszych wciąż działających drewnianych kolejek na świecie. Została wybudowana w 1914 roku w szwedzkim Malmö. Pociąg kolejki kontrolowany jest przez operatora wyhamowującego skład na zjazdach tak, by nie nabrał zbyt dużej prędkości.
Najwyższa karuzela świata, Himmelskibet, została otwarta w 2006 roku. Wysoka na 80 metrów i wybudowana przez austriacką firmę Funtime, oferuje panoramiczny widok na miasto.
1 maja 2009 otwarto atrakcję Vertigo.

### Kolejki górskie

#### Czynne
W Ogrodach Tivoli znajdowały się na 2021 rok 4 czynne kolejki górskie:
| # | Nazwa        | Producent     | Data otwarcia     | Typ               | Wysokość [m] | Prędkość [km/h] | Źródło |
| - | ------------ | ------------- | ----------------- | ----------------- | ------------ | --------------- | ------ |
| 1 | Rutschebanen | L.A. Thompson | 1914              | drewniana         | 12           | 60              | [ 5 ]  |
| 2 | Dæmonen      | B&M           | 16 kwietnia 2004  | stalowa           | 28           | 77,2            | [ 6 ]  |
| 3 | Kamelen      | Zierer        | 4 kwietnia 2019   | stalowa dziecięca | ?            | ?               | [ 7 ]  |
| 4 | Mælkevejen   | Mack Rides    | 28 listopada 2019 | stalowa rodzinna  | 15,3         | 36              | [ 8 ]  |

#### Usunięte
Z 14 otwartych w historii parku kolejek górskich 10 zostało usuniętych:
| #  | Nazwa          | Producent      | Data otwarcia | Data zamknięcia  | Typ               | Wysokość [m] | Prędkość [km/h] | Źródło |
| -- | -------------- | -------------- | ------------- | ---------------- | ----------------- | ------------ | --------------- | ------ |
| 1  | Rutschebanen   | ?              | 1843          | 1887             | drewniana         | ?            | ?               | [ 10 ] |
| 2  | Rutschebanen   | ?              | 1887          | 1902             | drewniana         | ?            | ?               | [ 11 ] |
| 3  | Rutschebanen   | ?              | 1902          | 1914             | drewniana         | ?            | ?               | [ 12 ] |
| 4  | Bob-Banen      | ?              | 1937          | 1937             | drewniana         | ?            | ?               | [ 13 ] |
| 5  | Skovtrolden    | Schwarzkopf    | 1969          | 1986             | stalowa           | ?            | ?               | [ 14 ] |
| 6  | Mariehønen     | Zierer         | 1974          | 1998             | stalowa dziecięca | ?            | ?               | [ 15 ] |
| 7  | Slangen        | Zierer         | 1989          | 21 września 2003 | stalowa rodzinna  | 11           | 40              | [ 16 ] |
| 8  | Jule Expressen | Technical Park | 2008          | 2013             | stalowa rodzinna  | ?            | ?               | [ 17 ] |
| 9  | Odinexpressen  | Mack Rides     | 1985          | 2018             | stalowa rodzinna  | ?            | 60              | [ 18 ] |
| 10 | Karavanen      | Zierer         | 1999          | 2018             | stalowa dziecięca | 3,3          | 26              | [ 19 ] |

## Koncerty i występy
Oprócz kolejek Tivoli oferuje jeszcze szereg przedstawień i koncertów, będąc istotnym elementem kopenhaskiej kultury.

### Aula koncertowa
W ogrodach występują światowej sławy artyści muzyki poważnej. Aula koncertowa wybudowana w 1956 roku przez Hansa Hansena mieści na widowni 1660 osób. W 2005 roku została odnowiona i rozbudowana o foyer i dwupiętrowy bar z lożą oraz najdłuższe w Europie akwarium ze słoną wodą, mieszczące się w piwnicach.

### Pantomima
Oprócz tego odbywają się przedstawienia pantomimy. Mechaniczna kurtyna teatru jest obsługiwana przez pięć osób, a codziennym spektaklom akompaniuje orkiestra. W teatrze odbywają się również pokazy baletu oraz tańca nowoczesnego.

### Gwardia Tivoli
Gwardia Tivoli (Tivoli Guard) jest zespołem muzycznym, złożonym z chłopców w wieku od 8 do 16 lat. Ubrani są w mundury, będące nawiązaniem do tych noszonych przez Den Kongelige Livgarde (Royal Life Guards) – oddziały piechoty duńskiej armii, których zadaniem jest z jednej strony walka na linii frontu, z drugiej – pełnienie funkcji reprezentacyjnej gwardii królewskiej. Noszą oni także charakterystyczne, futrzane, wysokie czapki. Zespół założony został w 1844 roku. Zajmuje się dawaniem koncertów, uczestnictwem w paradach, trzymaniem straży przy budynkach i pomnikach na specjalne okazje, oraz reprezentowaniem ogrodów w czasie trwania rozmaitych wydarzeń.

### Koncerty
W ciepłe miesiące w ogrodach Tivoli odbywają się koncerty z serii Fredagsrock (Friday Rock), na których występowali tacy wykonawcy jak Smashing Pumpkins, Sting, The Beach Boys, Pet Shop Boys oraz duńscy wykonawcy: TV-2, Nephew, Hanne Boel, Raveonettes i Thomas Helmig.
W czasie festiwalu jazzowego Copenhagen Jazz Festival ogrody Tivoli są jednym z wielu miejsc w Kopenhadze, gdzie odbywają się koncerty.